# Henley (Suffolk)
Pour les articles homonymes, voir Henley.
Henley est un village et une paroisse civile du Suffolk, en Angleterre.